# Hatumasi (Ort)
Hatumasi ist ein osttimoresischer Ort im Suco Leotala (Verwaltungsamt Liquiçá, Gemeinde Liquiçá). Das Dorf liegt beidseitig der Grenze zwischen den Aldeias Hatumasi und Manati  in einer Meereshöhe von 817 m. Die Häuser liegen auf einem Bergrücken, zwischen den Flüssen Manobira und Curiho, die zum System des Lóis gehören. Eine Straße führt nach Südwesten zum Ort Manati und nach Nordosten zum Dorf Fazenda und weiter in die Gemeindehauptstadt Vila de Liquiçá. Westlich liegen die Dörfer Tolema und Caimegoluli.
Das Zentrum des Ortes befindet sich in der Aldeia Hatumasi. Im Süden des Ortes, in der Aldeia Manati, steht ein Hospital.